# Ehre sei Gott in der Höhe, BWV 197a
Ehre sei Gott in der Höhe, BWV 197a (Glòria a Déu a les altures) és una cantata religiosa de Johann Sebastian Bach estrenada a Leipzig el dia de Nadal de 1728.

## Origen i context
El text és de Picander i en el coral final es fa ús de la quarta estrofa de l'himne Ich freue mich in dir de Caspar Ziegler (1697); la música s'ha perdut pràcticament tota, i en part s'ha mantingut gràcies a la seva utilització en la cantata BWV 197. A partir d'aquesta paròdia se n'ha fet una reconstrucció parcial, per a contralt, baix i cor, i un conjunt instrumental format per dues flautes travesseres, oboè d'amor, fagot, corda i baix continu.
Per al dia de Nadal es conserven, a més, les cantates BWV 63, BWV 91, BWV 110, BWV 191 i la primera de l'Oratori de Nadal (BWV 248).

## Discografia seleccionada
- J.S. Bach: Cantatas Vol. 54. Masaaki Suzuki, Bach Collegium Japan, Damien Guillon, Peter Kooij. (BIS), 2013.
- J.S. Bach: Sacred Coral Works. Helmuth Rilling, Bach Clooegium Stuttgart, Gächinger Kantorei Stuttgart, Michael Volle. (Hänssler), 1999.